# Ariana Hilborn
Ariana Hilborn (ur. 19 września 1980 roku w Greendale) – łotewska biegaczka długodystansowa, uczestniczka igrzysk w Rio de Janeiro.

## Kariera

### Rekordy życiowe[1]
| Rok  | Dystans    | Miejsce      | Czas     |
| ---- | ---------- | ------------ | -------- |
| 2014 | 8 km       | Chicago      | 27:38    |
| 2011 | 10 km      | Northporth   | 35:14    |
| 2015 | 12 km      | Spokane      | 44:06    |
| 2015 | 15 km      | Phoenix      | 53:03    |
| 2015 | 10 mil     | Sacramento   | 57:56    |
| 2014 | Półmaraton | Houston      | 1:14:22  |
| 2011 | 25 km      | Grand Rapids | 1:32, 37 |
| 2014 | Maraton    | St.Paul      | 2:35:21  |

### Igrzyska olimpijskie
W Londynie zajęła 29. miejsce z czasem 2: 37.37. Na igrzyskach w Rio była 106, dobiegając do mety z czasem 2:50:51.

## Źródła
- https://keeprunningmke.com/tag/ariana-hilborn/
- https://www.athlinks.com/athletes/48053959
- http://empireathleticsllc.com/tag/ariana-hilborn/